# Kakahu

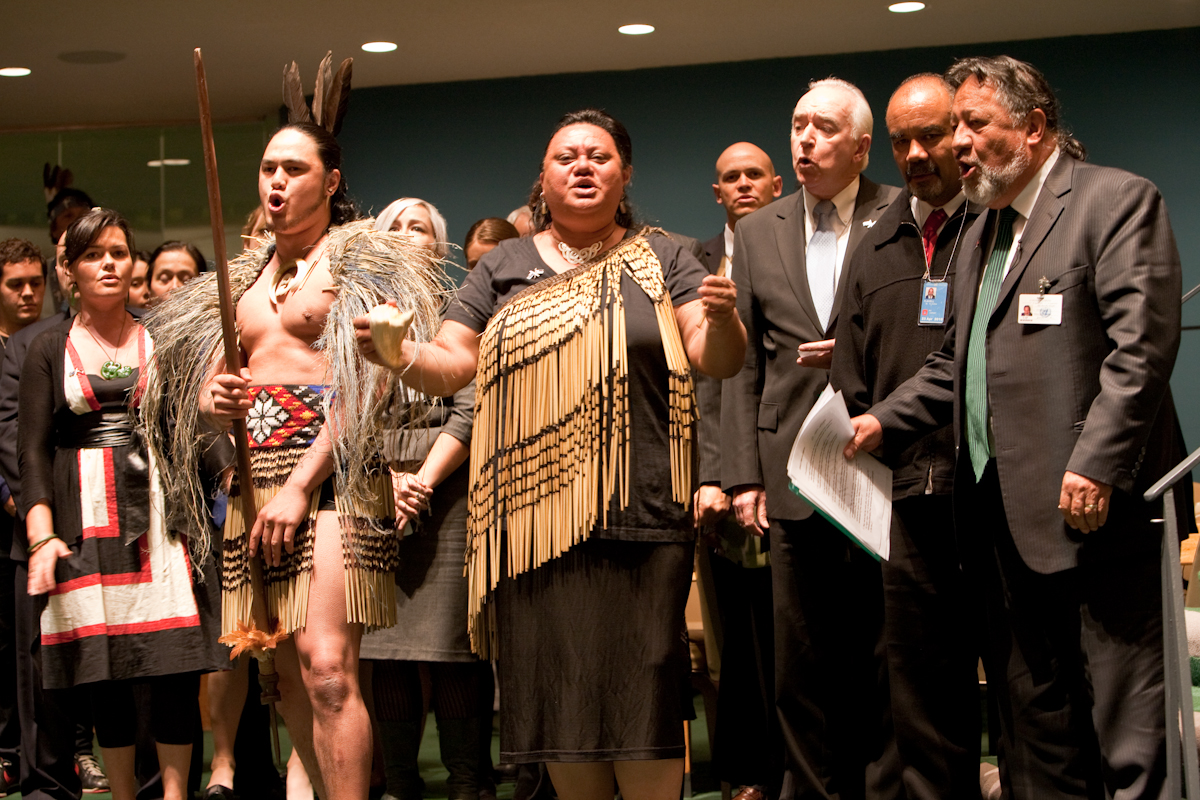
Neuseeländische Delegation bei der UN (2010)

Bei den Kakahu handelt es sich um die traditionellen Umhänge der Maori, den Ureinwohnern Neuseelands. Sie sind dort hoch geschätzte Erbstücke, die eine hohe Stellung in der Kultur der Maori einnehmen. Bei ihrer Herstellung werden die traditionellen Vorschriften (tikanga) stets eingehalten.

## Herstellung

### Fasergewinnung
Die Umhänge der Maori werden aus dem Neuseelandflachs (phormium tenax), einer krautigen Pflanze hergestellt. Der Neuseelandflachs kommt in der Kultur der Maori für viele funktionelle und symbolische Gegenstände zum Einsatz. Das Material für die kakahu stammt hierbei aus den breiten Blättern der Pflanze. Um sie zu ernten, wird das Blatt schräg vom Zentrum nach außen abgeschnitten. Somit wird verhindert, dass Regenwasser in die Pflanze eindringt und es zu Fäulnis oder Schädlingsbefall kommt. Außerdem werden immer nur die äußeren Blätter der Pflanze geerntet. Die inneren drei werden belassen, damit die Pflanze weiterwachsen kann.
Als erster Bearbeitungsschritt werden nun die Blattenden, Kanten und Mittelrippen der Blätter entfernt. Dann werden die Fasern (muka) mit einer Muschelschale aus den Blättern befreit. Somit werden die wächserne Oberseite und die grüne Unterseite von den Fasern getrennt. Es wird so lange weitergeschabt, bis die Fasern vollständig von den anderen Blattbestandteilen getrennt ist.

### Herstellung der Fäden
Aus diesen Fasern können sofort die Kettfäden (whenu) hergestellt werden: Hierfür werden zwei Faserstränge zu einem Kettfaden verdreht und anschließend durch Rollen zwischen der Handfläche und dem Oberschenkel verdrillt, Feuchtigkeit fördert hierbei das Verdrillen. Ansonsten können sich die Fasern verdrehen oder aufrollen. Die Kettfäden werden dann über Nacht in Wasser gequollen um überschüssige Gerbstoffe herauszulösen, am nächsten Tag werden die Fäden zum Trocknen aufgehängt. Hierfür werden die Fäden immer zu etwa fünfzigst zusammengeflochten. Nach dem Trocknen werden die Fasern erneut eingeweicht und mit einem Schlegel aus vulkanischem Gestein geklopft. Dabei werden die Stränge gedreht um sie von allen Seiten zu bearbeiten. Während diesem Prozess, der zwei Mal wiederholt wird, wird der größte Teil des in den Fasern befindlichen Wassers herausgeschlagen. So entsteht der weiche Kettfaden.
Das Herstellen der Schussfäden funktioniert nahezu auf dieselbe Weise, es werden allerdings weniger Fasern verdreht und die Fäden werden ohne sie zu schlagen getrocknet.

### Färben der Fasern

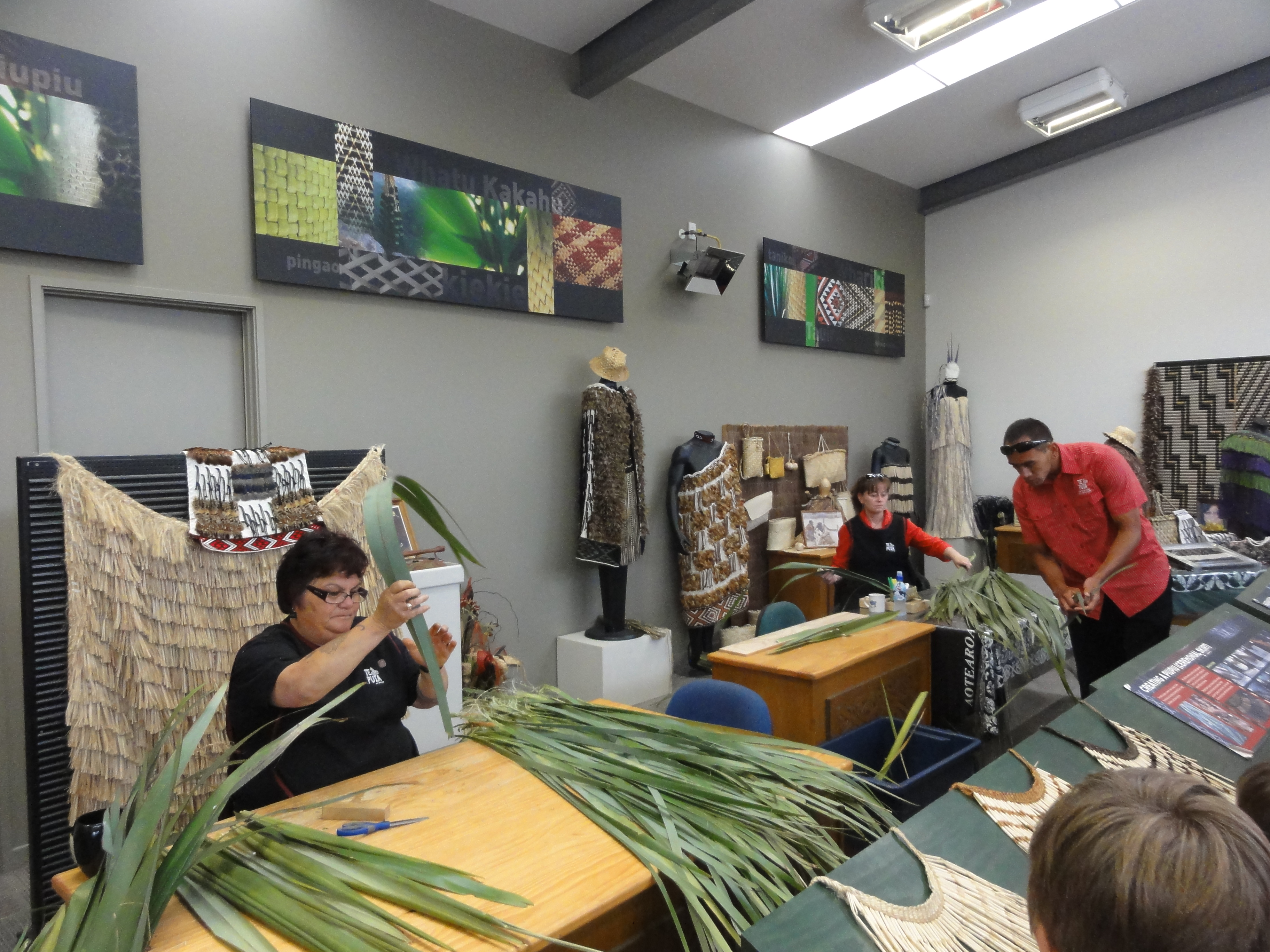
Webschule der Maori, Whakarewarewa, Rotorua, Neuseeland

Nach der Herstellung der Fäden können diese in den traditionellen Farben schwarz, braun und gelb gefärbt werden. Meist werden hier die Schussfäden gefärbt, der Kettfaden bleibt in den meisten Fällen ungefärbt.
Die schwarze Farbe wird erreicht, indem die fertigen Fäden in eine gerbstoffhaltige Lösung eingelegt werden, welche aus der zerstoßenen Rinde des hinau-Baumes (Elaeocarpus dentatus) gewonnen wird. Anschließend werden sie eine Nacht in besonders eisenhaltigen Schlamm eingelegt. Diese Art der Färbung verkürzt allerdings die Lebensdauer des entstehenden Umhangs, da das Eisen und die säurehaltigen Gerbstoffe die Zersetzung des Flachses extrem beschleunigen.
Braun wird gefärbt, indem die Fasern mit der gerbstoffhaltigen Lösung aus tenekaha-Rinde (Phyllocladus trichomanoides) getränkt werden. Anschließend werden sie mit der noch warmen Asche des mahoe-Baumes (Melicytus ramiflorus) eingerieben.
Gelb wird gefärbt, indem die Fasern in einer aus Rinde hergestellten Lösung eingeweicht werden.
Auch ungefärbte Fasern werden verwendet, diese haben eine grauweiße Farbe.

### Zwirnbinden
Beim Zwirnbinden (whatu) wird zunächst der erste Schussfaden mit allen Kettfäden verbunden und das Werkstück mit den Enden des Schussfadens an in den Boden gesteckte Holzstangen gebunden. Beim eigentlichen Zwirnbinden wird unterschieden in einfaches (whatu aho tahi) und doppeltes (whatu aho rua) Zwirnbinden.
Beim einfachen wird mit einem Schussfaden gearbeitet, der immer abwechselnd über und unter dem Kettfaden entlanggeführt wird.
Bei doppelten Zwirnbinden wird dagegen mit zwei Schussfäden gearbeitet. Hierfür werden die beiden Schussfäden ebenfalls zunächst über und unter den Kettfäden entlanggeführt. Dann werden die unteren aufgesplittet und der Kettfaden darübergelegt, während die oberen über den Kettfaden und durch die geteilten Schussfäden geführt wird. Die Fäden kreuzen sich dabei und werden so in Position gehalten.
Der Kettfaden wird hierbei mit dem Zeigefinger geführt und mit dem Daumen zwischen die Schussfäden geklemmt. Der Kettfaden muss hierbei genug Spannung haben um sicher ausgerichtet werden zu können. Die linke Hand hält die übrigen Kettfäden, diese werden durch eine leichte Spannung an ihrem Platz gehalten.
Die kakahu sind, durch die einfachen Webgeräte bedingt, einfache Umhänge ohne Löcher für Hals und Arme. Sie werden ausschließlich oben und unten an den Körper angepasst. Dies wird erreicht, indem zusätzliche, kürzere Reihen Schussfäden (aho poka) mit eingearbeitet werden. Mit diesen kann auch die konkave Form des Umhangs beeinflusst werden.
Die Umhänge werden außerdem oft durch Schmuckborten (Tāniko) abgeschlossen.

## Typen

### Kahu kari

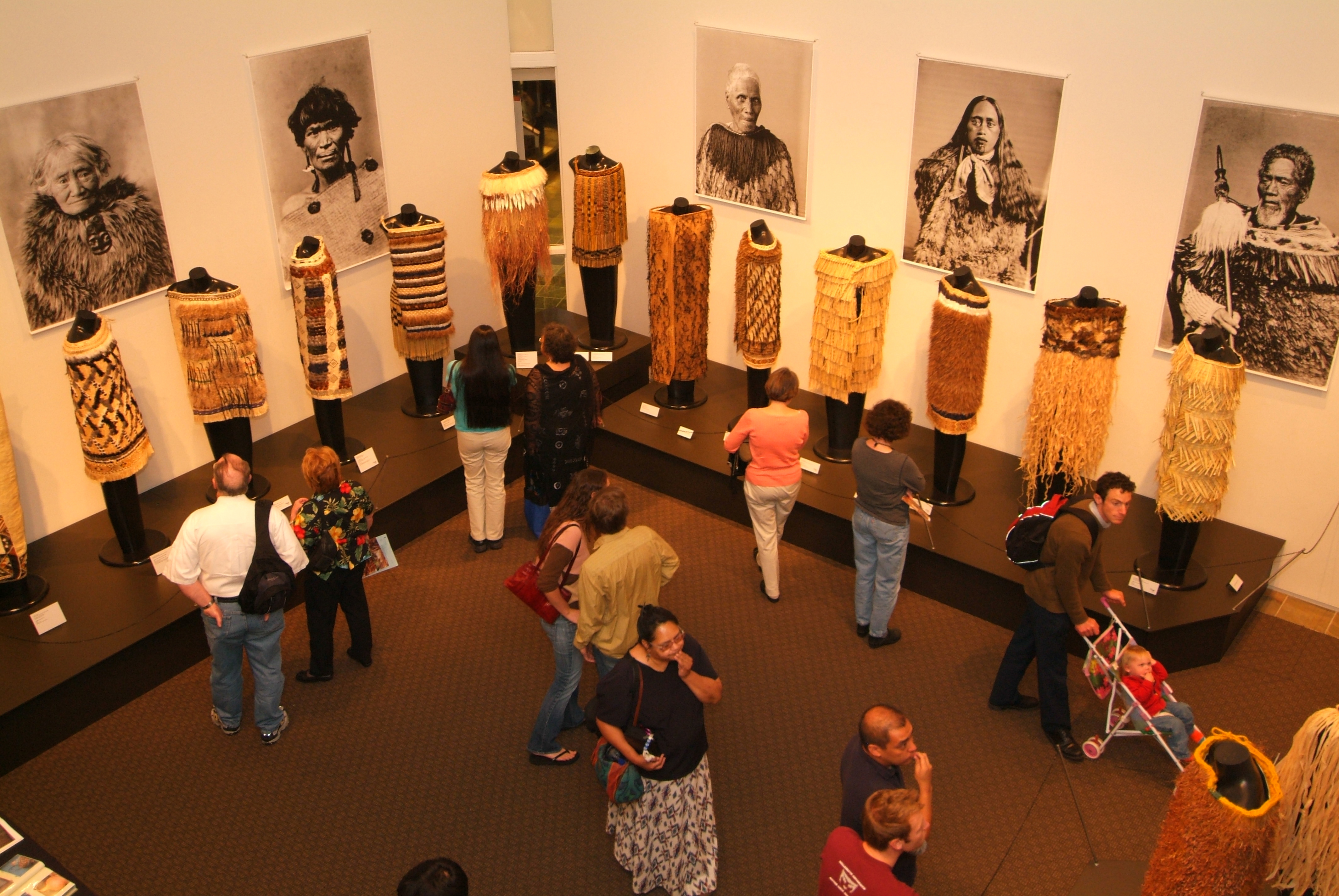
Maori Umhänge im Hallie Ford Museum, Oregon

Der kahu kari ist der wertvollste der kakahu. Er ist besonders mühsam herzustellen und seine Anfertigung erfordert viel Geduld und Durchhaltevermögen. Er besteht aus Schussfadenreihen mit einfacher Zwirnbindung, die aber sehr dicht gebunden sind, sodass keine Abstände zwischen den Reihen entstehen. Der kahu kari ist mit Streifen aus Hundefell verziert, die an den Kreuzungen von Schuss- und Kettfaden mit einer Flachsschnur aufgenäht werden. Das Fell stammt hierbei vom polynesischen Hund (kuri). Da dieser seit dem 19. Jahrhundert als ausgestorben gilt, wird dieser Umhang heutzutage nicht mehr hergestellt, was ihn sehr selten macht.

### Kaitaka
Ein weiterer Typ des kakahu ist der kaitaka. Es handelt sich hierbei um einen fest gewebten Umhang ohne Muster, dafür aber mit verzierten Schmuckstreifen an den Seiten und einer breiteren Schmuckborte unten.

### Korowai
Der verbreitetste Umhangtyp ist der korowai. Dieser ist ein schlichtes gewöhnliches Kleidungsstück, das mit schwarzen Schnüren geschmückt ist. Die Schnüre werden entweder fest geflochten oder wieder aufgedröselt. Dann werden sie auf den Kreuzungen der Fäden an den Kettfäden befestigt und bilden dabei ein eigenes Muster auf dem Umhang. Meist befinden sich viele Schnüre an der Oberseite und weniger auf dem Saum und an den Seiten.

### Kahu huruhuru
Bei diesem Typ des kakahu handelt es sich um einen Umhang, der seit der Mitte des 19. Jahrhunderts vollständig mit festgenähten Federn verziert wird.

### Piupiu
Der piupiu ist im Gegensatz zu den vorher aufgelisteten kakahu kein Umhang, sondern lediglich ein Schurz. Er besteht aus länglichen Blattstreifen mit Abschnitten schwarz gefärbter Fasern. Hierfür werden die Fasern an diesen Stellen mit einer scharfen Muschelschale freigelegt und schwarz eingefärbt. Die nicht freigelegten Blattteile bleiben aufgrund ihrer wächsernen Oberfläche gelbbraun. Nach dem Trocken rollen sich die Blattteile zusammen. Die so entstehenden Bänder werden entweder oben zusammengeflochten, sodass ein Gürtel oder Schurz entsteht oder in ein Gewebe eingearbeitet.